# 大阪市立浪速図書館
大阪市立浪速図書館（おおさかしりつなにわとしょかん）は、大阪府大阪市にある公立の図書館。大阪市立図書館のうち浪速区にある地域図書館（分館）。

## 施設概要
- 開館：1984年（昭和59年）4月25日[2]
- 延床面積：606.36平方メートル
- 閲覧室：419平方メートル

（図書館は1階、2階は放射線技術検査所、敷津隣隣会館）

## 開館時間
- 火曜日 - 金曜日:10時 - 19時[3]
- 土曜日、日曜日、祝休日:10時 - 17時

## 休館日
- 月曜日
- 年末年始
- 毎月第三木曜日
- 蔵書点検期間

## 所蔵
- 図書：71,461冊[1]
- 雑誌：78タイトル
- 新聞：14紙
- DVD：183枚
- ビデオ：251本

（2020年3月31日現在）

## 貸出
- 1人15冊まで（うち、CD・DVD・カセットは5点まで）15日間[4]

## アクセス
- Osaka Metro御堂筋線・四つ橋線 大国町駅 北西へ約450m
- 西日本旅客鉄道大阪環状線・関西本線 今宮駅 北へ約700m
- 大阪環状線 芦原橋駅 東へ約800m